# Калвадос
Калвадос (фр. Calvados), познат и као Калва (фр. Calva), врста је брендија од јабуке или крушке који потиче из Нормандије. Прави се од више од 200 сорти посебно узгајаних јабука.